# Міхал Геллер
Міхал Казімєж Геллер (пол. Michał Kazimierz Heller; нар.. 12 березня 1936 року, Тарнів, Польща) — польський священик, фізик і космолог.
Автор близько 30 книг і 400 статей, присвячених теорії відносності, квантової механіки, космології, філософії та історії науки, геометричних методів в релятивістській фізиці. Одне з питань, якими займався Геллер, звучить так: «чи Потрібна Всесвіту причина?».

## Біографія
Його батько Казімєж Геллер змушений був разом з сім'єю втікати від німецької окупації Польщі.
На короткий час вони оселилися у Львові, але вже в 1940 році були вислані в Якутську область в трудовий табір. Після звільнення з табору жили в місті Алдан. Пізніше, в 1944 році, в результаті висилки російських німців з Поволжя, сім'я Геллерів опинилася в колгоспі Урбах під Саратовом. Саме там Міхал Геллер закінчив другий і третій клас початкової школи. Сім'я змогла повернутися до Польщі лише в 1946 році.
У 1959 році закінчив семінарію.
В 1965 році — в Католицькому університеті в Любліні став магістром філософії, захистивши дисертацію про філософські аспекти теорії відносності.
У 1966 році за дисертацію з релятивістської космології отримав ступінь доктора філософії.
Працював в Інституті астрофізики і геофізики в Католицькому університеті в Бельгії, в Інституті астрофізики в Оксфордському університеті, на відділенні астрофізики в університеті Лестера, в обсерваторії Ватикану і\та інших установах. Професор Папської теологічної академії. Член Папської академії наук.
Квітень 2000 року — учасник «Суду над XX століттям» у Кракові.
Березень 2008 року — лауреат Темплтонівської премії. Про цю подію Міхал Геллер дав інтерв'ю «Російській газеті» 29 березня 2008 року.
Почесний доктор Ягеллонського університету (2012).

## Філософія простору
М. Геллер належить до школи філософів, які ставлять під сумнів припущення про те, що простір — це найглибший рівень фізичної реальності. Так, на думку Геллера:

Якщо ви погоджуєтеся з тим, що фундаментальний рівень фізики нелокальний, все стає природним, оскільки [будь які] дві частинки, що знаходяться далеко один від одного, знаходяться на одному і тому ж фундаментальному нелокальному рівні. Для них час і простір не мають значення.